# بروس کراسینگ (میشیگان)
بروس کراسینگ (به انگلیسی: Bruce Crossing) یک منطقهٔ مسکونی در ایالات متحده آمریکا است که در شهرستان انتوناگون، میشیگان واقع شده‌است. بروس کراسینگ ~۵ نفر جمعیت دارد و ۳۴۶٫۸۷ متر بالاتر از سطح دریا واقع شده‌است.